# نارجيل ثلاثي الشعب
نارجيل ثُلاثي الشعب أو جوز الهند ثلاثي الشعب (الاسم العلمي: Coccothrinax)، جنس من أشجار النخيل يتبع فصيلة النخلية. يوجد أكثر من 50 نوعًا موصوفًا في الجنس، بالإضافة إلى العديد من المرادفات والنويعات. وصف نوع جديد (Coccothrinax spirituana) مؤخرًا في عام 2017. تنتج العديد من أشجار نارجيل ثلاثي الشعب القش. في البلدان الناطقة بالإسبانية، يعتبر اسم الغوانو اسمًا شائعًا يُطلق على أشجار نخيل النارجيل الثلاثي الشعب. الأنواع أصلية في جميع أنحاء منطقة البحر الكاريبي وجزر الباهاما وجنوب فلوريدا وجنوب شرق المكسيك، ولكن معظم أنواعه معروفة هي من كوبا.